# Jagdfliegerführer Ostmark
Jagdfliegerführer Ostmark war ab dem 15. September 1943 die Bezeichnung einer Dienststellung bzw. einer Kommandobehörde auf Brigadeebene der deutschen Luftwaffe im Zweiten Weltkrieg. Ihre Hauptaufgabe war die Luftraumverteidigung in der Ostmark.

## Geschichte
Die Kommandobehörde des Jagdfliegerführers Ostmark wurde am 15. September 1943 in Wien-Kobenzl aufgestellt. Sie führte die Tagjagd- und Nachtjagdverbände im Bereich des ehemaligen Österreich, das unter der Bezeichnung Ostmark, (ab 1942 Alpen- und Donau-Reichsgaue) dem Deutschen Reich angegliedert wurde. Sie war der 7. Jagd-Division des I. Jagdkorps des Luftwaffenbefehlshabers Mitte (ab 3. Februar 1944 Luftflotte Reich) unterstellt. Am 15. Juni 1944 wurde die Kommandobehörde in 8. Jagd-Division umbenannt.

## Unterstellte Verbände
| 25. Mai 1944                              | Flugzeuge | Flugzeuge | Flugzeugtypen                                   | Liegeplatz         | Lage                  |
| 25. Mai 1944                              | Soll      | Ist       | Flugzeugtypen                                   | Liegeplatz         | Lage                  |
| Stab/Jagdgeschwader 27                    | 4         | 6         | Messerschmitt Bf 109G-6                         | Wien-Seyring       | 48.3236111 16.4875    |
| I./Jagdgeschwader 27                      | 44        | 33 2      | Messerschmitt Bf 109G-6 Messerschmitt Bf 109G-8 | Fels am Wagram     | 48.4347222 15.802777  |
| II./Jagdgeschwader 27                     | 44        | 1 11      | Messerschmitt Bf 109G-5 Messerschmitt Bf 109G-6 | Unterschlauersbach | 49.4222222 10.77777   |
| IV./Jagdgeschwader 27                     | 44        | 25        | Messerschmitt Bf 109G-6                         | Vat                | 47.2805556 16.7944444 |
| II./Jagdgeschwader 51                     | 44        | 30        | Messerschmitt Bf 109G-6                         | Nisch              | 43.3361111 21.8680555 |
| 7./Zerstörergeschwader 26                 | 12        | ?         | Messerschmitt Bf 110G-2                         | Fels-am-Wagram     | 48.4347221 15.802777  |
| II./Zerstörergeschwader 1                 | 37        | 34        | Messerschmitt Bf 110G-2                         | Wels               | 48.181111 14.0375     |
| Einsatzstaffel/Jagdgeschwader 108         | 16        | ?         | ?                                               | ?                  | ?                     |
| Einsatzkommando I./Schlachtgeschwader 152 | ?         | ?         | ?                                               | ?                  | ?                     |
| I./Jagdgeschwader 302                     | 44        | 19        | Messerschmitt Bf 110G-6                         | Wien-Seyring       | 48.3236112 16.4875    |
| II./Nachtjagdgeschwader 101               | 37        | 19 1      | Dornier Do 217N Junkers Ju 88C-6                | Parndorf           | 47.9930556 16.876388  |
| Insgesamt                                 | 326+      | 181+      |                                                 |                    |                       |

Anmerkungen
1. ↑  Sollstärke nach Kriegsausrüstungsnachweis
2. ↑  Iststärke (die tatsächlich in der Einheit vorhandenen Flugzeuge)